# Hieracium ampliatiforme
Hieracium ampliatiforme es una especie de planta con flor del género Hieracium, de la familia Asteraceae, orden Asterales.

## Distribución
Hieracium ampliatiforme se distribuye por Inglaterra.

## Taxonomía
Fue descrita científicamente por P. D. Sell. Fue publicada en Fl. Gr. Brit. Ireland 4: 542 (2006).